# موتوفومی اوهاشی
موتوفومی اوهاشی (انگلیسی: Motofumi Ohashi؛ زادهٔ ۲۴ ژوئن ۱۹۸۷) بازیکن فوتبال اهل ژاپن است.